# 1984年の文学
1984年の文学（1984ねんのぶんがく）では、1984年（昭和59年）の文学に関する出来事について記述する。

## できごと
- 1月17日 - 第90回芥川龍之介賞・直木三十五賞（1983年下半期）の選考委員会開催。
- 11月22日 - 三島由紀夫の生首写真（出所が警視庁撮影）が23日号の写真週刊誌『フライデー』に掲載されたため、遺族の瑤子未亡人が警視庁に調査依頼[1]。

## 賞

### 芥川賞・直木賞
第90回（1983年下半期）
- 芥川賞 - 笠原淳『杢二の世界』、髙樹のぶ子『光抱く友よ』
- 直木賞 - 神吉拓郎『私生活』、高橋治『秘伝』

第91回（1984年上半期）
- 芥川賞 - 該当作なし
- 直木賞 - 連城三紀彦『恋文』、難波利三『てんのじ村』

### その他の賞
- 谷崎潤一郎賞（第20回） - 黒井千次『群棲』、高井有一『この国の空』
- 泉鏡花文学賞（第12回） - 赤江瀑『海峡』『八雲が殺した』
- 群像新人文学賞（第27回） - 華城文子『ダミアンズ、私の獲物』
- 野間文芸新人賞（第6回） - 青野聰『女からの声』、島田雅彦『夢遊王国のための音楽』

## 1984年の本

### 小説
- 安部公房 『方舟さくら丸』（新潮社）
- 司馬遼太郎 『箱根の坂』（講談社）
- 島田荘司 『漱石と倫敦ミイラ殺人事件』（集英社）
- 華城文子 『ダミアンズ、私の獲物』（講談社）
- 干刈あがた 『ウホッホ探険隊』（福武書店）、『ゆっくり東京女子マラソン』（福武書店）
- 増田みず子 『自由時間』（新潮社）
- 村上春樹 『螢・納屋を焼く・その他の短編』（新潮社）
- 吉村昭 『冷い夏、熱い夏』（新潮社）
- 連城三紀彦 『恋文』（新潮社）

### その他
- 尾崎左永子 『源氏の恋文』（求龍堂）
- 黒澤明 『蝦蟇の油―自伝のようなもの』（岩波書店）
- 黒柳徹子 『トットチャンネル』（新潮社）
- 関川夏央 『ソウルの練習問題』（情報センター出版局）
- 戸部良一、寺本義也、鎌田伸一、杉之尾孝生、村井友秀、野中郁次郎 『失敗の本質』（ダイヤモンド社）
- 三島由紀夫 『実感的スポーツ論』（共同通信社）
- 三島由紀夫（編者：小川和佑） 『生きる意味を問う』（大和出版）
- 宮迫千鶴 『超少女へ』（北宋社）
- 宮本美智子 『ニューヨークの作家たち』（PHP研究所）
- 村上春樹、安西水丸 『村上朝日堂』（若林出版企画）
- 村上春樹、稲越功一 『波の絵、波の話』（文藝春秋）
- 群ようこ 『午前零時の玄米パン』（本の雑誌社）

## 死去
- 2月12日 - フリオ・コルタサル、アルゼンチンの作家。69歳没。
- 2月21日 - ミハイル・ショーロホフ、ロシアの小説家。『静かなドン』の著者として知られる。78歳没。
- 3月17日 - 伊馬春部、福岡県出身の劇作家・脚本家。75歳没。
- 4月25日 - 林達夫、日本の思想家・評論家。87歳没。
- 5月26日 - 安藤孝行、愛知県出身の翻訳家・哲学者。72歳没。
- 6月15日 - 竹山道雄、日本の評論家・ドイツ文学者。80歳没。
- 6月25日 - ミシェル・フーコー、フランスの哲学者。57歳没。
- 7月6日 - 河野与一、日本の翻訳家・哲学者。『プルターク英雄伝』の原典訳で知られる。87歳没。
- 8月25日 - トルーマン・カポーティ、米国の小説家。59歳没。
- 8月30日 - 有吉佐和子、和歌山県出身の小説家。53歳没。
- 9月13日 - ちばあきお、日本の漫画家。41歳没。
- 12月14日 - ビセンテ・アレイクサンドレ、スペインの詩人。86歳没。
- 12月27日 - 恩地三保子、日本の翻訳家。多数の児童文学を訳している。67歳没。